# Li (reka)
Reka Li ali Li Džjang (kitajsko: 漓江; pinjin: Lí Jiāng) je ime za zgornji tok reke Gui v severovzhodnem Guangšiju na Kitajskem. Je del rečnega sistema Šidžjang v porečju Biserne reke in teče 164 kilometrov od okrožja Šingan do okrožja Pingle.

## Opis
Reka Li izvira v gorovju Mao'er v okrožju Šing'an in teče v splošni južni smeri skozi Guilin, Jangšuo in Pingle. V Pingleu se Li združi z Lipu in Gongčeng, postane Gui in se nato izliva v Šidžjang, zahodni pritok Biserne reke.
Zgornji tok reke Li je povezan s starodavnim prekopom Lingqu z reko Šjang, ki se izliva proti severu v Jangce; zaradi tega sta bili reki Li in Gui v preteklosti del zelo pomembne plovne poti, ki je povezovala dolino Jangce z delto Biserne reke.
439 kilometrov dolg tok rek Li in Gui obdajajo zeleni hribi. Lov na kormorane je pogosto povezan z Lidžjangom.
Križarjenja po reki Li so znana in vsako leto privabijo milijone obiskovalcev.

## Geologija
Reka Li in njeni pritoki odvajajo vodo z območja od Guilina do Jangšua, pri čemer se spuščajo s 141 metrov pri Guilinu na 103 metrov pri Jangšuu. Povprečni pretok mimo Guilina je 215 kubičnih metrov na sekundo, aluvijalni sedimenti, ki jih sestavljajo dobro sortirani gramoz, prekrit z meljastim peskom, pa tvorijo poplavne ravnice in terase vzdolž njene poti. Vendar pa prav 2600 metrov devonskih in karbonskih apnencev ter kraškega terena v Guilinski kotlini daje območju dramatično pokrajino. V kenozoiku sta v zadnjih 10–20 milijonih let nastali dve značilni vrsti krasa, Fengcong in Fenglin.
Kras Fengcong prevladuje nad tokom reke Li in je opredeljen kot skupina apnenčastih hribov s skupno apnenčasto podlago, z globokimi dolinami med vrhovi, včasih pa je opisan kot gručast kras vrhov in dolin. Na tem terenu je na stotine jam, od katerih jih ima 23 prehode, daljše od -1 km, vzdolž soteske reke Li. Najdaljši je jamski sistem Guanjan, ki se razteza od Caopinga do Nanšuja.
Fenglin prevladuje nad območjem okoli Jangšua in južno od Guilina ter je opredeljen kot izolirani apnenčasti hribi, ločeni z ravno apnenčasto površino, ki jo običajno prekrivajo rahli sedimenti, včasih pa je opisan kot vršna gozdna ravnina. Najbolj znan fenglin je stolpasti kras okoli Jangšua. Ti stolpi so sestavljeni iz močnega in masivnega apnenca, ki tvori skoraj navpične stranice s premerom podstavka, manjšim od 1,5-kratnika njihove višine. Višina stolpov se giblje od 30 do 80 m v osrednji kotlini, v bližini Fengconga pa lahko doseže tudi 300 m. Fenglin se je iz Fengconga razvil s počasnim in neprekinjenim tektonskim dvigovanjem, povezanim s himalajsko orogenezo in še počasnejšo erozijo stolpov.
Med znanimi turističnimi jamami na območju Guilina sta Čišing Dong in Luti Dong.

## Pomembne značilnosti
1. Jama trstične piščali: apnenčasta jama z velikim številom stalaktitov, stalagmitov, stalakto-stalagmitov, zaves in jamskih koral
2. Park sedmih zvezd: največji park v Guilinu
3. Gora čudovitih odtenkov: gora, sestavljena iz številnih plasti raznobarvnih kamnin.
4. Hrib slonjega rilca: hrib, ki je videti kot velikanski slon, ki pije vodo s svojim rilcem. Je simbol mesta Guilin.
5. Prekop Lingču: izkopan leta 214 pr. n. št., je eden od treh velikih projektov varstva vode v starodavni Kitajski in najstarejši obstoječi prekop na svetu.
6. Druge znamenitosti so vrh Dušju, park Nanši, reko Taohua, orjaški banjanovec in narodni folklorni park Huašan-Lidžjang.

Podobe reke Li so predstavljene v peti seriji bankovca za 20 juanov.

## Galerija
- To je pogled z bregov reke Li, kot je prikazan na bankovcu za 20 juanov. Tik na obrobju mesta Šingping.
- Domačini igrajo v delu reke Li ob reki Guilin v provinci Guanši na Kitajskem.
- Mesto Jangšuo